# استر سگال
استر سگال (انگلیسی: Esther Segal; تاریخ ورودی نامعتبر است – تاریخ ورودی نامعتبر است) شاعر، و نویسنده بود.